# Orosháza
Orosháza je město na jihovýchodě Maďarska. Žije zde přibližně 25 tisíc obyvatel. Je třetím největším městem Békéské župy po Békéscsabě a Gyule. Západně od města se nacházejí termální lázně Gyopárosfürdő.

## Historie
Současný název města je poprvé doložen roku 1466. Trvalé osídlení zde existovalo ještě před tureckým vpádem do Uher, nicméně chybí o něm bližší údaje. Po odchodu Turků a ustanovení nové hranice na řekách Sáva a Dunaj došlo k obnově Orosházy. Kolonizace je doložena k roku 1744. Jednalo se celkem o 70 rodin, které se zde věnovaly především zemědělství, přišly z okolí vesnice Zomba. Mezi místními bylo zastoupeno hlavně luteránské vyznání. Později je doplnili kolonisté z oblasti dnešního Slovenska a Německa, byť se ale jednalo o relativně malý počet obyvatel. 
V roce 1870 město dosáhla železniční síť. Ta umožnila intenzifikaci potravinářské výroby; byly postaveny mlýny a po trati se obilí vyváželo do celého Uherska. V téže době bylo zjištěno, že nedaleké jezero Gyopár má vodu s léčivými účinky, což položilo základ místního lázeňství a pozdější vznik lázní v uvedené lokalitě.

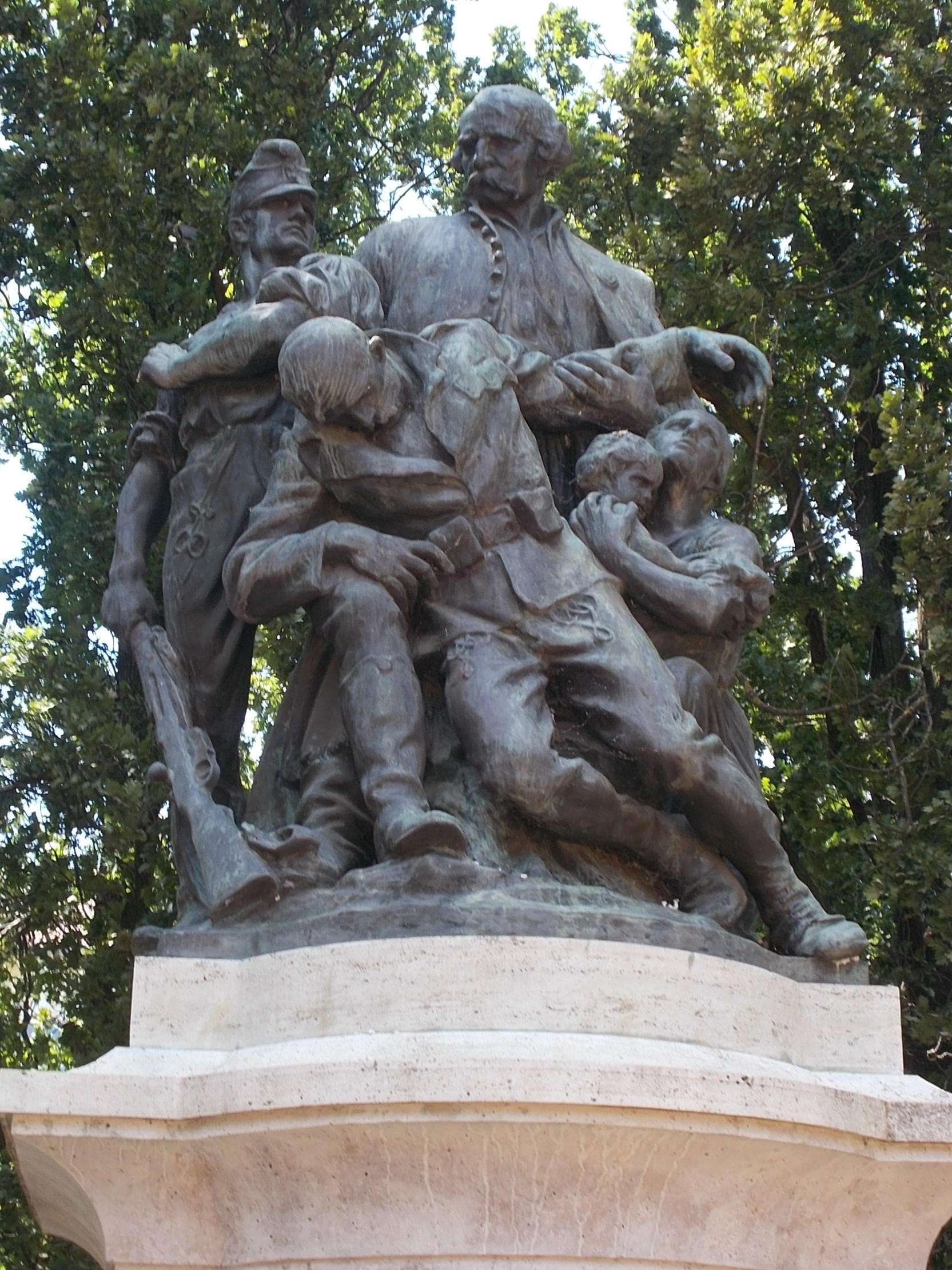
Památník obětem první světové války.

V roce 1898 se zde uskutečnila rozsáhlá průmyslová výstava, která přilákala přes tři sta společností. Navštívilo ji několik tisíc lidí a sledoval ji tisk tehdejšího Zalitavska.
V roce 1906 byla do města otevřena železniční trať ze Szentese. To umožnilo rozvoj drobného průmyslu, např. drůběžárství a výstavbu nových mlýnů. Postavena byla také cihelna. Bohatý byl rovněž i společenský život. Jen v letech 1891 až 1918 zde působilo 53 různých spolků.
Po roce 1918 se město ocitlo na hranicích nově ustanoveného státu. V souvislosti s chaosem, který se odehrál po astrové revoluci město ovládla Maďarská republika rad, později v závěru dubna 1919 jej okupovalo rumunské vojsko. Až do války zde žili také Židé, kteří zde měli vlastní synagogu.
V březnu 1944 dorazila do Orosházy německá armáda, která sam byla povolána pro boje na postupující východní frontě. V červnu téhož roku bylo na dvě stě místních Židů posláno transporty do koncentračních táborů. Holocaust přežilo jen několik málo z nich. Dne 6. října 1944 město obsadila Rudá armáda. 
V roce 1946 získala status města, a to v souvislosti s připojením jedné sousední obce (Szentetornya). V pozemkové reformy byla rozsáhlá vlastnictví polí v okolí města přidělena místním obyvatelům. Později bylo zemědělství zkolektivizováno.
V roce 1963 zahájila provoz místní sklárna, která zaměstnávala tisíce lidí. V této době se zde uskutečnil také rozsáhlý průzkum možných zdrojů ropy a termálních vod. Byla postavena nová nemocnice, muzeum a kulturní centrum. Dům umění byl zřízen v budově bývalé synagogy. V centru města byly vesnické ulice nahrazeny městskými a doplnily je pro toto období typické panelové domy, které vyrostly podél hlavních tříd a v západní části historického jádra. Roku 1984 bylo do současné lokality přemístěno autobusové nádraží.

## Obyvatelstvo
Počet obyvatel v posledních letech mírně klesá. V roce 2013 zde žilo 28 888 osob, o pět let později 27 492 lidí.

## Kultura a pamětihodnosti

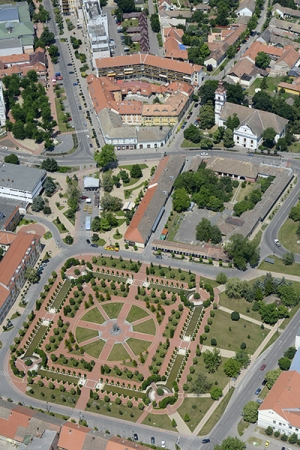
Letecký pohled na střed města.

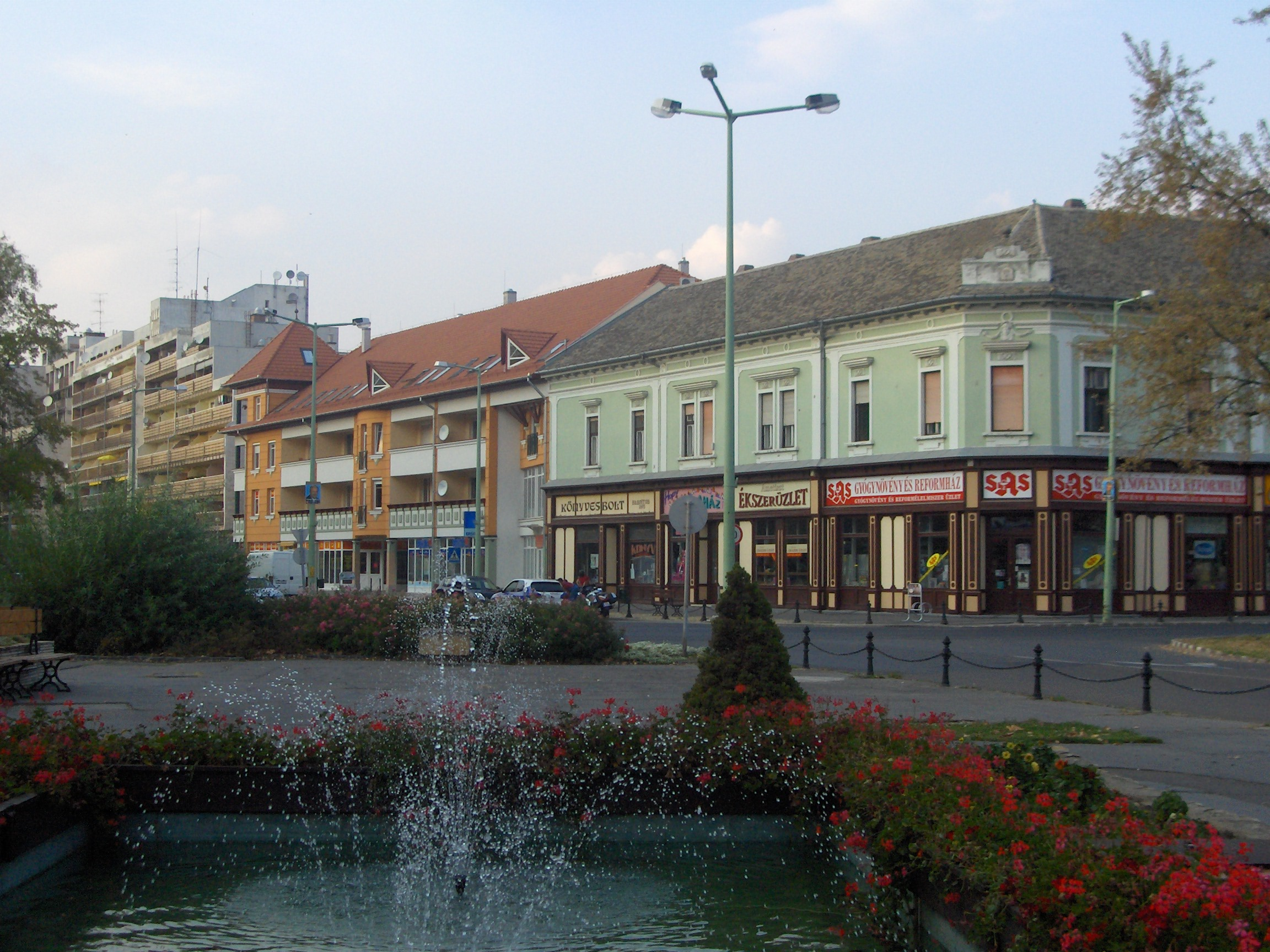
Centrum města

Nejznámějšími budovami v Orosháze je muzeum Szántó Kovács Jánose, městská galerie. V bývalé vodárenské věži se nachází expozice věnovaná získávání vody pro město během jeho dějin.
V Orosháze existuje také muzeum motorismu.
Mezi památky patří také barokní evangelický kostel z konce 18. století. Jeho zvon byl do města přinesen spolu s prvními osadníky. Dále zde ve stejném stylu stojí kostel luteránský. V budově bývalé synagogy dnes sídlí Dům umění (maďarsky Művészetek háza).
Jižně od středu města leží Rágyánszkého arboretum, kde mimo jiné roste také Blahočet chilský.

## Doprava
Městem prochází hlavní železniční trať ze Segedína do Békéscsaby. Z ní odbočují z orosházského nádraží další tři tratě regionálního významu. Město má hlavní nádraží a kromě toho i zastávku na regionální trati s názvem Orosháza felső.

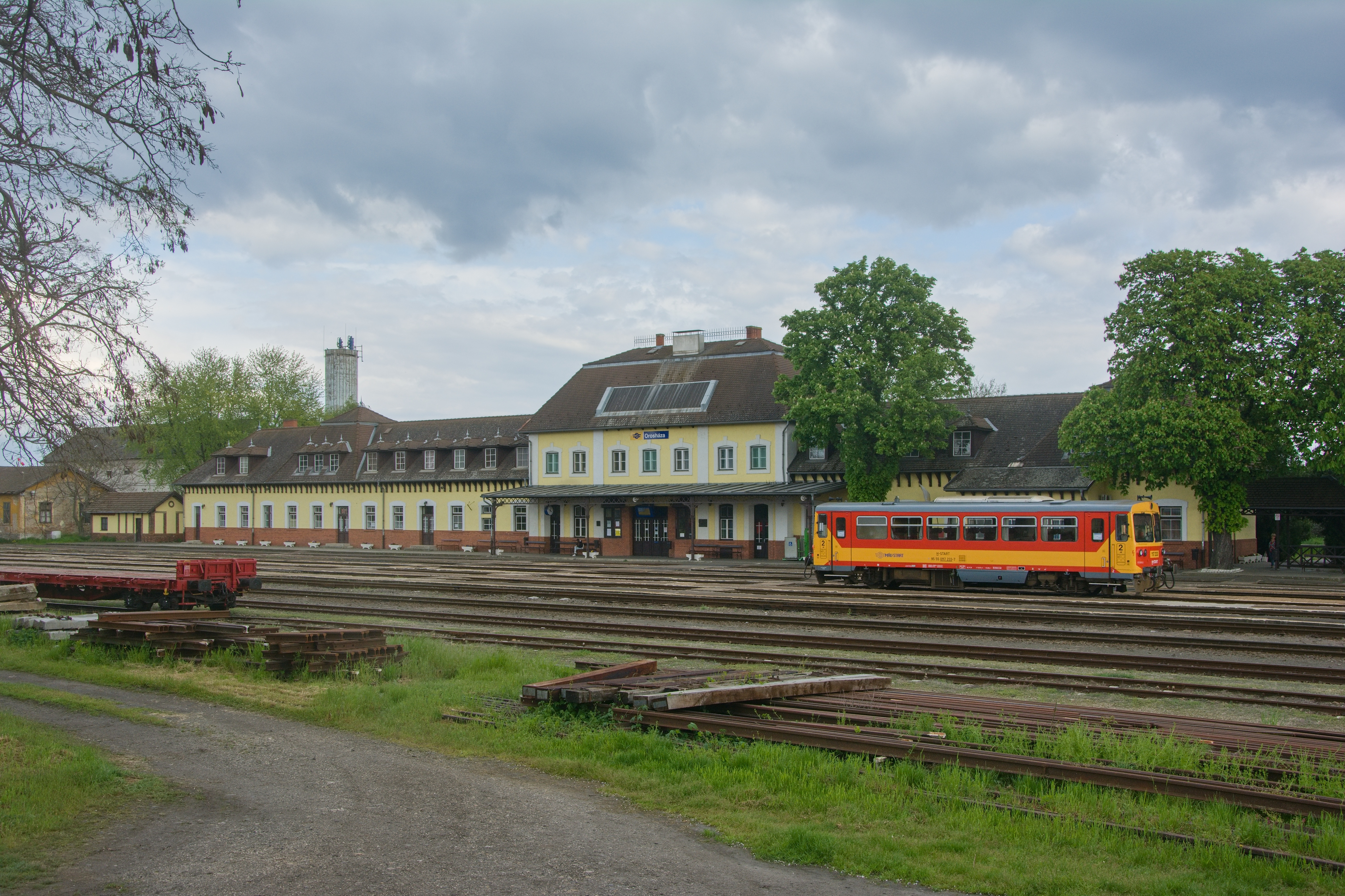
Vlakové nádraží

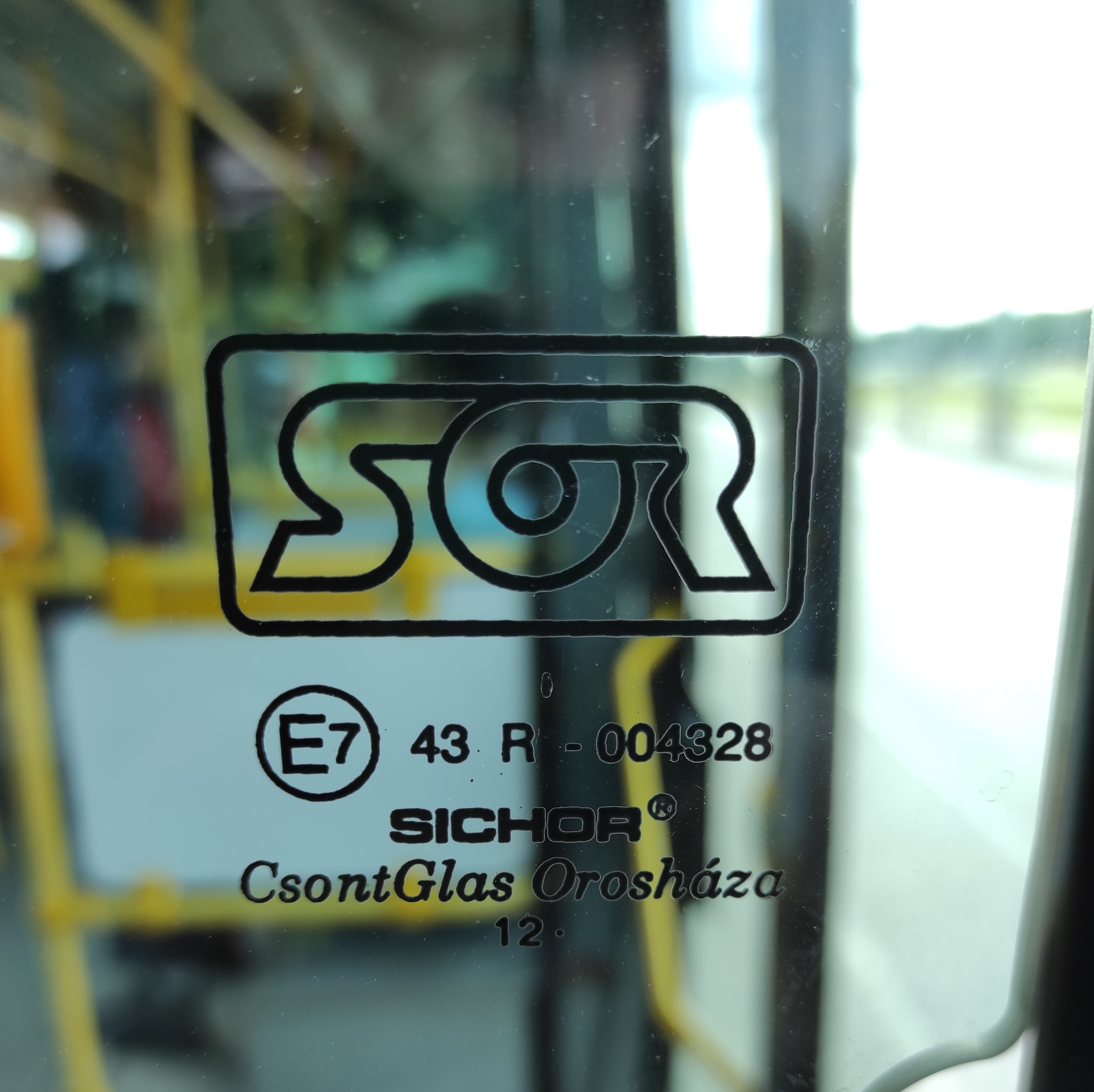
Sklo Sichor CsontGlas Orosháza v pražských autobusech

Orosházou prochází také silnice celostátního významu č. 47. Střed města obchází po obchvatu, vedením severním směrem.

## Zdravotnictví
V Orosháze stojí nemocnice.

## Partnerská města
- Băile Tușnad, Rumunsko
- Carei, Rumunsko
- Kuusankoski, Finsko
- Llanes, Španělsko
- Pchan-ťin, Čína
- Srbobran, Srbsko
- Zomba, Maďarsko